# Carlos Machín
Pour les articles homonymes, voir Carlos et Machin.
Carlos Machín Rodríguez, né le 13 mars 1958 à Mieres et mort le 6 octobre 2024, est un cycliste espagnol.
Il est particulièrement connu pour avoir remporté le classement des sprints spéciaux lors du Tour d'Espagne 1983.

## Palmarès
- 1977
  - Volta da Ascension
  - Prueba Loinaz

- 1978
  - Clásica a los Puertos de Guadarrama

- 1979
  - Prueba Loinaz

- 1983
  - Classement des sprints spéciaux du Tour d'Espagne 1983

- 1985
  - 4e étape du Tour de La Rioja

## Résultats sur les grands tours

### Tour d'Espagne
4 participations
- 1982 : 41e
- 1983 : 44e, vainqueur du classement des sprints spéciaux
- 1984 : 45e
- 1985 : 70e

### Tour d'Italie
- 1981 : abandon